# Federico Chueca
Pío Estanislao Federico Chueca y Robres (Madrid, 5 maggio 1846 – Madrid, 20 giugno 1908) è stato un compositore, direttore d'orchestra e pianista spagnolo, autore di zarzuela e di La gran vía insieme a Joaquín Valverde Durán nel 1886.
Chueca fu una delle figure più importanti del género chico (zarzuela in un atto). La sua formazione accademica irregolare nella musica è eclissata dal suo grande talento, intuizione e grazia per la melodia e il ritmo.

## Biografia

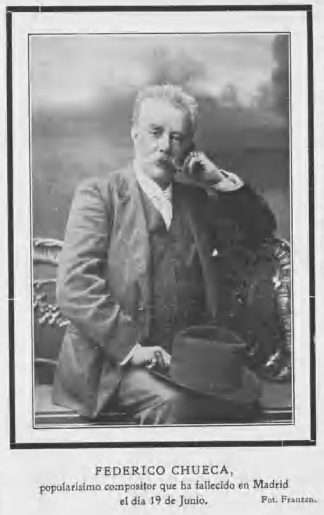
Federico Chueca fotografato da Christian Franzen

### Infanzia e prima apparizione
Federico Chueca nacque a Madrid, in Plaza de la Villa (nella torre dei Lujanes), domenica 5 maggio 1846, secondogenito di una famiglia agiata. Ricevette lezioni di solfeggio alla scuola elementare, che studiò in una scuola selezionata, ma la sua famiglia lo costrinse ad abbandonare la musica per studiare medicina, anche se già nel 1855 sorprendeva per la sua straordinaria facilità di esecuzione al pianoforte, che fu commentata nella stampa del tempo.
Nel 1866 fu arrestato come partecipante alle manifestazioni studentesche contro il governo di Narváez. Mentre trascorreva alcuni giorni nella prigione di San Francisco a Madrid, compose diversi valzer che intitolò Lamentos de un preso (Lamenti di un prigioniero). In seguito Francisco Asenjo Barbieri contribuì ad orchestrare e dirigere le sue opere e il suo grande successo convinse Chueca a lasciare la medicina e dedicarsi alla musica.
Lavorò come pianista e diresse l'orchestra del Teatro Variedades. È considerato un musicista autodidatta. In realtà, era più istruito nelle scienze che nella musica, tuttavia Chueca aveva un talento innato, una grazia con la melodia e il ritmo, che lo portava a comporre pezzi musicali straordinari.
Lavorò con diversi collaboratori come Barbieri, Tomás Bretón e, soprattutto, Joaquín Valverde Durán, in molte delle sue opere.
È sepolto nel cimitero di San Justo a Madrid.

## Opere: sainetes, riviste e zarzuelas

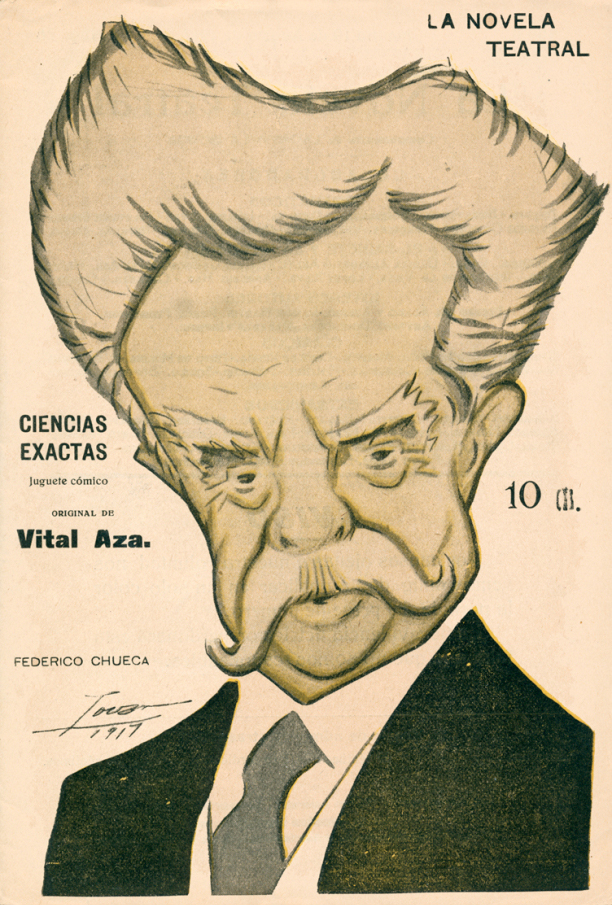
Caricatura di Manuel Tovar Siles (1917)

Per le sainetes sono indicati il titolo, gli autori del libretto e la data della prima. Salvo diversa indicazione, la musica di ogni opera è il risultato della collaborazione tra Federico Chueca e Joaquín Valverde.
- El sobrino del difunto. Libretto di Salvador Lastra e Enrique Prieto (25 agosto del 1875).
- Tres ruinas artísticas. Letra de Salvador Lastra (17 luglio del 1876).
- ¡A los toros!. Libretto di Ricardo de la Vega (1º agosto del 1877).
- ¡Bonito país!. Libretto di Luis Santana e José María Isern. Musica di Federico Chueca, Joaquín Valverde Durán e Tomás Bretón (25 agosto del 1875).
- Los barrios bajos. Libretto di Julio Nombela e José del Castillo (Teatro Apolo, 6 febbraio de 1878).
- La función de mi pueblo. Libretto di Ricardo de la Vega (Teatro de la Comedia, 26 marzo del 1878).

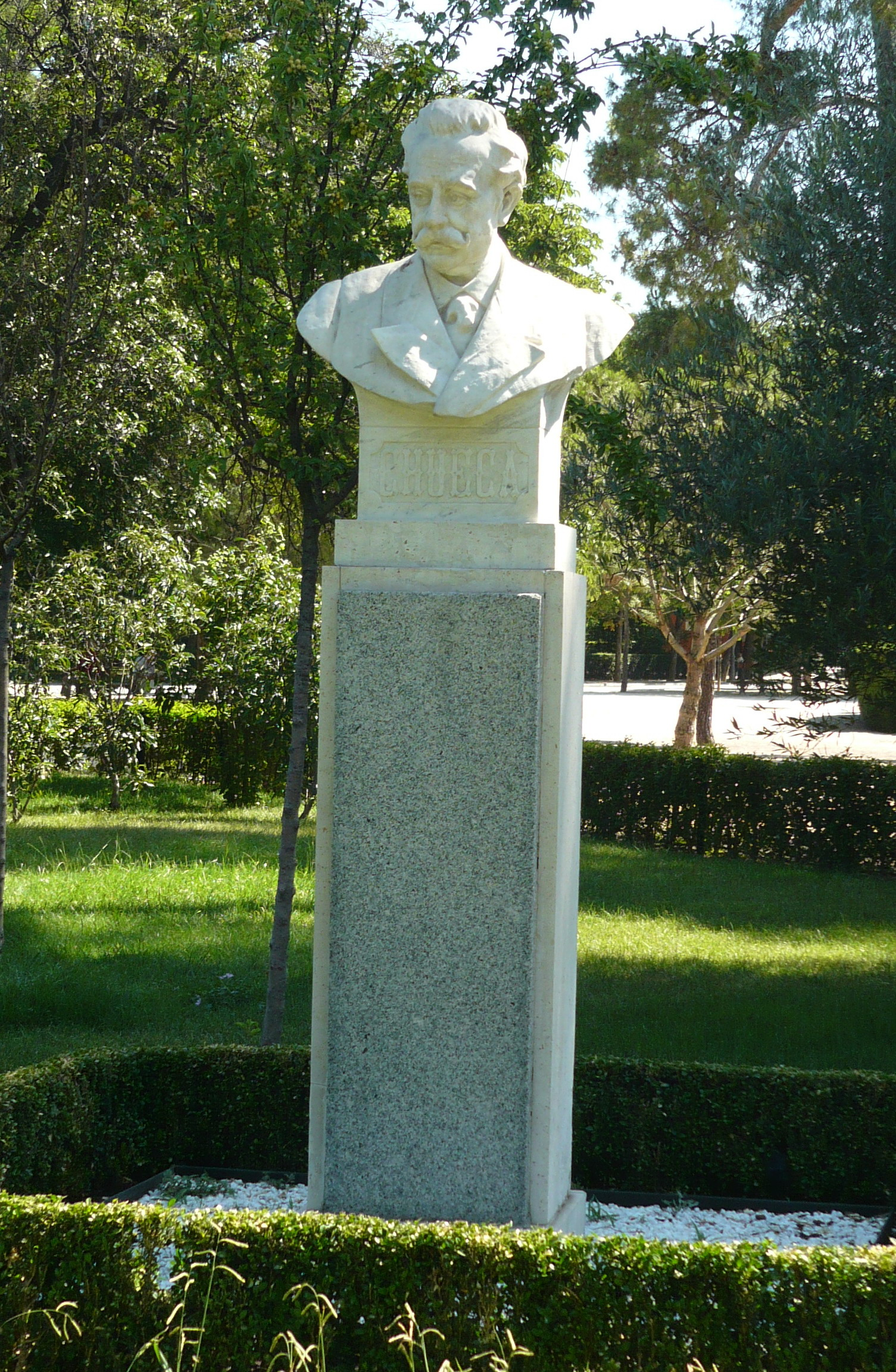
Monumento a Chueca nel parco Jardines del Retiro di Madrid.

- R.R. Libretto di Mariano Barranco (Teatro de la Alhambra, 27 marzo del 1880). Il titolo corrisponde alle iniziali del comico Ramón Rosell, che presentò il lavoro in anteprima.
- La canción de la Lola. Libretto di Ricardo de la Vega (Teatro de la Alhambra, 25 maggio del 1880). Il titolo originale, La camicia della Lola, estratto da una canzone popolare, fu modificato su richiesta dell'attore Emilio Mario che, tuttavia, non prese parte alla prima.
- Luces y sombras. Libretto di Salvador Lastra, Andrés Ruesga e Enrique Prieto. (Teatro Variedades, 1º febbraio del 1882).
- La Plaza de Antón Martín. Libretto di Salvador María Granés, Eusebio Sierra e Enrique Prieto. (Teatro Variedades, 24 maggio del 1882).
- Fiesta nacional. Libretto di Tomás Luceño e Javier de Burgos. (Teatro Variedades, 25 novembre del 1882).
- De la noche a la mañana. Libretto di Salvador Lastra, Andrés Ruesga e Enrique Prieto. (Teatro Variedades, 4 dicembre del 1883).
- ¡Hoy sale, hoy!. Libretto di Tomás Luceño e Javier de Burgos. Musica di Federico Chueca e Francisco Asenjo Barbieri. (Teatro Variedades, 16 gennaio del 1884).
- Vivitos y coleando. Libretto di Salvador Lastra, Andrés Ruesga e Enrique Prieto. (Teatro Variedades, 15 marzo del 1884).
- Caramelo. Libretto di Javier de Burgos. (Teatro Eslava, 19 ottobre del 1884).
- En la tierra como en el cielo. Libretto di Salvador Lastra, Andrés Ruesga e Enrique Prieto. (Teatro Variedades, 14 marzo del 1885).
- La Gran Vía. Libretto di Felipe Pérez e González. (Teatro Felipe, 2 luglio del 1886).
- Cádiz. Libretto di Javier de Burgos. (Teatro Felipe, 20 novembre del 1886).
- Madrid-Barcelona. Libretto di Eloy Perillán i Buxó. (Teatro Principal, 11 febbraio del 1888).
- El año pasado por agua. Libretto di Ricardo de la Vega. (Teatro Apolo, 1º marzo del 1889).
- De Madrid a París. Libretto di Eusebio Sierra e José Jackson. (Teatro Felipe, 12 luglio del 1889).
- El arca de Noé. Musica di Federico Chueca. Libretto di Enrique Prieto e Andrés Ruesga. (Teatro de la Zarzuela, 6 febbraio del 1890).
- El chaleco blanco. Musica di Federico Chueca. Libretto di Miguel Ramos Carrión. (Teatro Felipe, 26 giugno del 1890).
- La caza del oso o el tendero de comestibles. Musica di Federico Chueca. Libretto di José Jackson e Eusebio Sierra. (Teatro Apolo, 6 marzo del 1891).
- El cofre misterioso. Musica di Federico Chueca. Libretto di Pina Domínguez. (Teatro Apolo, 26 novembre del 1892).
- Los descamisados. Musica di Federico Chueca. Libretto di Carlos Arniches e José López Silva. (Teatro Apolo, 31 ottobre del 1893).
- Las zapatillas. Musica di Federico Chueca e orquestación de A. Saco del Valle. Libretto di José Jackson. (Teatro Apolo, 5 dicembre del 1895).
- El coche correo. Musica di Federico Chueca. Libretto di José López Silva e Carlos Arniches. (Teatro Apolo, 4 aprile del 1896).

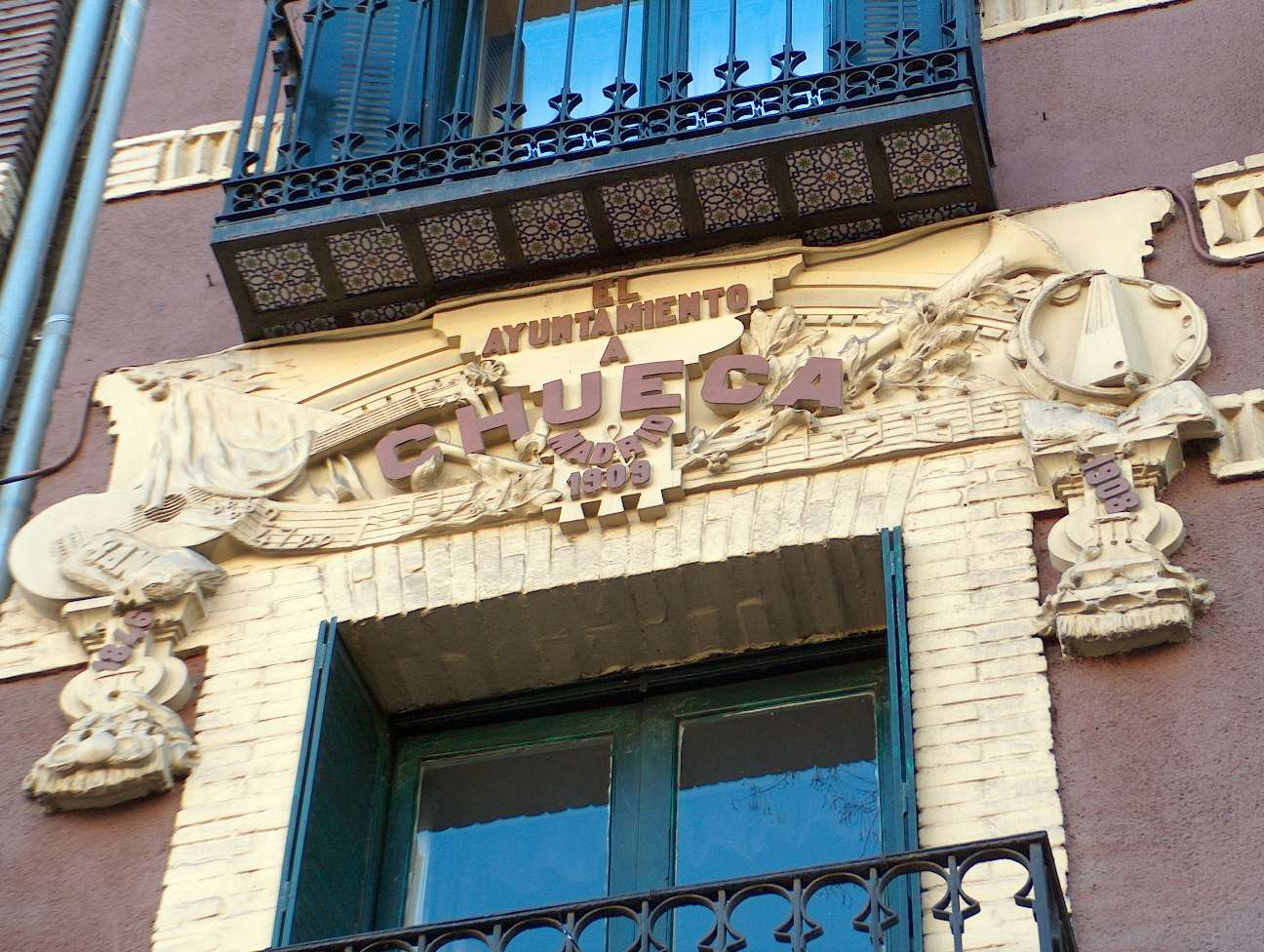
La placca nella sua casa di Madrid - Alcalá, 82.

- Agua, azucarillos y aguardiente. Musica di Federico Chueca. Libretto di Miguel Ramos Carrión. (Teatro Apolo, 23 giugno del 1897).
- Los arrastraos. Musica di Federico Chueca. Libretto di José López Silva e José Jackson. (Teatro Apolo, 27 maggio del 1899).
- La alegría de la huerta. Musica di Federico Chueca. Libretto di Antonio Paso e Enrique García Álvarez. (Teatro Eslava, 20 gennaio del 1900).
- El bateo (El bautizo). Musica di Federico Chueca. Libretto di Antonio Paso e Antonio Domínguez. (Teatro de la Zarzuela, 7 novembre del 1901).
- La corría de toros. Musica di Federico Chueca. Libretto di Antonio Paso e Diego Jiménez Prieto. (Teatro Eslava, 15 dicembre del 1902).
- La borracha. Musica di Federico Chueca. Libretto di José Jackson e José López Silva. (Teatro Moderno, 10 ottobre del 1904).

## Eredità
Il quartiere gay di Madrid, Chueca, prende il nome dalla sua Plaza de Chueca che porta il suo nome.